# Max 토키 315호
〈Max 토키 315호〉(Maxとき315号 맥스토키산뱌쿠주고고[*])는 일본의 걸 그룹 NGT48의 노래이다. 센터 포지션은 타카쿠라 모에카가 맡았다.

## 발매 배경
NGT48의 첫 오리지널 곡이며 2016년 3월 9일에 발매된 AKB48 마흔세 번째 싱글 〈君はメロディー / 너는 멜로디〉 Type D의 커플링 곡으로 수록됐다.
제목인 ‘Max 토키 315호’는 조에쓰 신칸센의 도쿄발 니가타행 하행 열차이며 2012년 9월 30일부터 2019년 3월 15일까지 실존했던 노선. 가창 멤버는 겸임인 카시와기 유키를 제외한 발매 당시에 재적하고 있던 25명이다.
AKB48 그룹의 노래 투표 이벤트 《AKB48グループ リクエストアワー セットリストベスト100 2017 / AKB48 그룹 리퀘스트 아워 세트리스트 100 2017》에서는 1위를 기록했다.

## 미디어에서의 사용
NGT48 멤버가 출연하는 동일본여객철도(JR 동일본) 니가타 지사의 여행 브랜드 ‘TYO’의 ‘ときめき、TYO / 셀렘, TYO’ 편의 광고 음악으로 사용됐다. 또, 。이치마사 카마보코의 감염 상품 시리즈의 CM송으로도 사용되었다.

## 뮤직 비디오
뮤직 비디오는 니가타현 각지에서 눈이 내려 쌓이는 중에 촬영됐으며 반다이 다리, 반다이 시티 주변, NGT48 극장, 시바타 조시 공원, 테이쿄 나가오카 고등학교 등을 확인할 수 있다. 뮤직비디오 감독은 나카무라 타이코가 맡았다.

## CGM48 버전
〈치앙마이 106〉(영어: Chiang Mai 106, 태국어: เชียงใหม่ 106)는 CGM48의 데뷔 싱글이다.

### 수록 내용
| #  | 제목                                                | 재생 시간 |
| -- | --------------------------------------------------- | --------- |
| 1. | 〈Chiang Mai 106〉 (เชียงใหม่ 106)                    |           |
| 2. | 〈Onegai Valentine〉 (วาเลนไทน์โชคดี→행운의 발렌타인) |           |
| 3. | 〈CGM48〉                                           |           |
| 4. | 〈Chiang Mai 106〉 (Off Vocal Ver.)                 |           |
| 5. | 〈Onegai Valentine〉 (Off Vocal Ver.)               |           |
| 6. | 〈CGM48〉 (Off Vocal Ver.)                          |           |

### 내용주
원곡
1. ↑  NGT48 〈Maxとき315号 / Max 토키 315호〉
2. ↑  HKT48 〈お願いヴァレンティヌ / 부탁해 발렌타인〉
3. ↑  AKB48 〈AKB48〉

### 참조주
1. ↑  “柏木由紀らＮＧＴも登場 初オリジナル曲に大歓声” [카시와기 유키 등 NGT도 등장 첫 오리지널 곡에 대환호]. 《nikkansports.com》 (일본어) (日刊スポーツ新聞社). 2016년 3월 27일. 2018년 5월 29일에 확인함.
2. ↑  도쿄역을 10시 16분에 기전 출발해서 12시 24분에 종점 도착한다.
3. ↑  渡辺彰浩 (2016년 8월 15일). “『TIF』同日出演のNGT48、Negicco、RYUTist　新潟拠点アイドルに共通していること” [“TIF” 동일 출연의 NGT48, Negicco, RYUTist 니기타 지점 아이돌로 공통되고 있는 것]. 《Real Sound》 (blueprint). 2018년 5월 29일에 확인함.
4. ↑  “NGT48旋風!「Maxとき315号」969曲の1位に輝く【リクアワ25→1位】” [NGT48 선풍! ‘Max 토키 315호’ 968곡 중 1위로 빛나다【리퀘아워 25→1위】]. 《ORICON NEWS》 (일본어) (oricon ME). 2017년 1월 22일. 2018년 5월 29일에 확인함.
5. ↑  “NGT48が春の上越新幹線CMに！東京へ旅立つ「ときめき感」瑞々しく演じる” [NGT48가 봄의 조에쓰 신칸센 CM에! 도쿄로 여행을 떠나는 ‘셀레는 느낌’을 생생하게 연기한다]. 《ドワンゴジェイピーnews》 (일본어) (ドワンゴ). 2016년 3월 4일. 2020년 8월 5일에 원본 문서에서 보존된 문서. 2018년 5월 30일에 확인함.
6. ↑  “TV CM ギャラリー” [TV CM 갤러리] (일본어). 一正蒲鉾. 2018년 3월 29일에 원본 문서에서 보존된 문서. 2018년 5월 30일에 확인함.
7. ↑  いしぴぃ (2016년 4월 1일). “SKE48新曲「チキンLINE」フルサイズ　震災から5年 復興支援コンサートルポ　AKB48新公演「M.T.に捧ぐ」全曲紹介　NGT48初MV「Maxとき315号」に密着” [SKE48 신곡 ‘치킨 LINE’ 풀사이즈, 지진 재앙으로부터 5년 부흥 지원 콘서트 르포 AKB48 새로운 공연 “M.T.에게 바친다” 전곡 소개 NGT48 첫 MV ‘Max 토키 315호’에 밀착]. 《AKB48SHOWブログ:NHK》 (일본어). 日本放送協会. 2019년 1월 22일에 원본 문서에서 보존된 문서. 2018년 5월 29일에 확인함.
8. ↑  “過去ロケ実績” [과거 촬영지 실적]. 《新発田市フィルムコミッション》 (일본어). 新発田市フィルムコミッション協議会. 2018년 5월 29일에 확인함.
9. ↑  AKB48 (2016년 3월 9일). 《君はメロディー》 [너는 멜로디] (일본어). Type D. キングレコード. ASIN B019EWU2QQ. KIZM-90419/20.
10. ↑  “NGT48が思い出の地でメジャーデビュー記念イベント開催　過去最大1万人来場” [NGT48가 추억의 장소에서 메이저 데뷔 기념 이벤트를 개최 과거 최대 1만 명 방문]. 《TOKYO POP LINE》 (일본어) (添野企画). 2017년 3월 19일. 2020년 9월 29일에 원본 문서에서 보존된 문서. 2018년 5월 29일에 확인함.